# Staro Selo (kanton tuzlański)
Staro Selo – wieś w Bośni i Hercegowinie, w Federacji Bośni i Hercegowiny, w kantonie tuzlańskim, w gminie Kalesija. W 2013 roku liczyła 22 mieszkańców.